# Ну метал
Ну метал је поджанр хеви метала. У суштини представља фузију неколико жанрова: треш метала, гранџа, хип хопа и фанка. Настао је средином деведесетих, а највећи успех доживео је крајем деведесетих и на самом почетку 21. века.

## Карактеристике
Карактеришу га испрекидани ритмови и тежак гитарски звук. Вокали често укључују реповање, као и вриштање и грол (преузето из дет метала). За разлику од већине других жанрова хеви метала, соло деонице нису важне, као ни виртуозност уопште, а фокус је на ритму. Типични инструменти су гитара (често са седам жица), бас и бубњеви. Понекад је присутан и ди-џеј.

## Представници
| - Корн - Линкин парк | - Ејлијен ант фарм - Дефтонс | - Слипнот - Дистербд | - Папа роуч - Рејџ агенст де машин |